# Lista de presidentes do Tribunal Regional Federal da 5.ª Região
Esta é uma lista de presidentes do Tribunal Regional Federal da 5.ª Região.
Quando da sua criação, o Vice-presidente acumulava a Corregedoria, porém, com o advento da Lei nº 9.967/2000, que ampliou de dez para quinze o número de juízes que o integram o tribunal, houve o desdobramento do cargo de vice-presidente e corregedor nos cargos de vice-presidente e de corregedor regional
| nº | Mandato   | Presidente                            | Vice-presidente e Corregedor regional |
| 1  | 1989/1990 | Ridalvo Costa                         | Araken Mariz                          |
| 2  | 1990/1991 | Araken Mariz                          | Hugo Machado                          |
| 3  | 1991/1992 | Hugo de Brito Machado                 | José Delgado                          |
| 4  | 1992/1993 | José Augusto Delgado                  | Castro Meira                          |
| 5  | 1993/1994 | José de Castro Meira                  | Petrucio Ferreira                     |
| 6  | 1994/1995 | Petrucio Ferreira                     | Lázaro Guimarães                      |
| 7  | 1995/1996 | José Lázaro Alfredo Guimarães         | Nereu Santos                          |
| 8  | 1996/1997 | Nereu Santos                          | Francisco Falcão                      |
| 9  | 1997/1999 | Francisco Cândido de Melo Falcão Neto | José Maria Lucena                     |
| 10 | 1999/2001 | José Maria de Oliveira Lucena         | Geraldo Apoliano                      |

Após a Lei nº 9.967/2000
| nº    | Mandato   | Presidente                                                       | Vice-presidente                   | Corregedor regional                                          |
| 11    | 2001/2003 | Francisco Geraldo Apoliano Dias                                  | Ubaldo Ataíde Cavalcante          | Francisco Cavalcanti                                         |
| 12    | 2003/2005 | Margarida de Oliveira Cantarelli                                 | Napoleão Nunes Maia Filho         | José Baptista de Almeida Filho                               |
| 13    | 2005/2007 | Francisco de Queiroz Cavalcanti                                  | Paulo Roberto de Oliveira Lima    | Luiz Alberto Gurgel de Faria                                 |
| 14    | 2007/2009 | José Baptista de Almeida Filho                                   | Paulo Gadelha                     | Francisco Wildo                                              |
| 15    | 2009/2011 | Luiz Alberto Gurgel de Faria                                     | Marcelo Navarro                   | Manoel Erhardt                                               |
| 16    | 2011/2013 | Paulo Roberto de Oliveira Lima                                   | Rogério de Meneses Fialho Moreira | Vladimir Souza Carvalho                                      |
| 17    | 2013/2015 | Francisco Wildo Lacerda Dantas                                   | Edilson Pereira Nobre Júnior      | Francisco Barros Dias                                        |
| 18 19 | 2015/2017 | Marcelo Navarro Ribeiro Dantas Rogério de Meneses Fialho Moreira | Francisco Roberto Machado         | Francisco Braga Damasceno                                    |
| 20    | 2017/2019 | Manoel de Oliveira Erhardt                                       | Cid Marconi Gurgel de Souza       | Paulo Machado Cordeiro                                       |
| 21    | 2019/2021 | Vladimir de Souza Carvalho                                       | Carlos Rebêlo Júnior              | Rubens de Mendonça Canuto Neto José Alfredo Lázaro Guimarães |
| 22    | 2021/2023 | Edilson Pereira Nobre Júnior                                     | Alexandre de Souza Luna Freire    | Élio Wanderley de Siqueira Filho                             |